# 광의 (중위)
광의(廣意, ? ~ ?)는 전한의 정치가이다. ‘광의’는 이름자로, 성씨는 알 수 없다.

## 생애
경제 후2년(기원전 142), 중위(中尉)에 임명되었다.

## 출전
- 반고, 《한서》 권19하 백관공경표(百官公卿表) 下

| 전임 영성 | 전한의 중위 기원전 142년 ~ 기원전 140년? | 후임 장구 |